# Billbergia bradeana
Billbergia bradeana är en gräsväxtart som beskrevs av Lyman Bradford Smith. Billbergia bradeana ingår i släktet Billbergia och familjen Bromeliaceae. Inga underarter finns listade i Catalogue of Life.